# RK Gračanica
RK Gračanica je rukometni klub iz Gračanice, Bosna i Hercegovina. Natječe se u Premijer ligi, prvom rangu bosanskohercegovačkog rukometa.

## Povijest
Klub je osnovan 1956. godine. 1958. godina rukometna ekipa iz Gračanice uključuje se u prvo natjecanje u okviru rukometne lige Tuzla u kojoj ostaje sve do 1962., gdje se natječe s ekipama Tuzle, Lukavca, Banovića, Kreke, Učiteljske i Tehničke škole iz Tuzle. U sezoni 2000./01. osvaja prvenstvo Bosne i Hercegovine. RK Gračanica je klub s najdužom tradicijom i najvećim uspjehom gračaničkog sporta.

## Uspjesi
- Premijer liga
  -  (1): 2000./01.
- Prva liga FBiH – Sjever
  -  (1): 2017./18.

## Igrači
Sastav za sezonu 2018./19.
| Golmani - Admir Ahmetašević - Jasmin Avdić Lijeva krila - Omer Mehmedović Desna krila - Benjamin Spahić - Harun Đulić - Osman Halilović Obrana - Adnan Brđanović - Adnan Saračević | Desni bekovi - Muris Alibegović Srednji bekovi - Aldin Bećirović - Amir Sumbić - Haris Bašić Lijevi bekovi - Dino Hamidović Pivoti - Darko Ilić - Kenan Pašić - Osman Hasić |

## Vanjske poveznice
- Službena stranica RK Gračanica  Arhivirana inačica izvorne stranice od 24. travnja 2019. (Wayback Machine)